# Гардоне Ривијера
Гардоне Ривијера (итал. Gardone Riviera) је насеље у Италији у округу Бреша, региону Ломбардија.
Према процени из 2011. у насељу је живело 2059 становника. Насеље се налази на надморској висини од 120 м.

## Становништво
| 1951. | 1961. | 1971. | 1981. | 1991. | 2001. | 2011. |
| ----- | ----- | ----- | ----- | ----- | ----- | ----- |
| 2.768 | 2.655 | 2.651 | 2.463 | 2.465 | 2.531 | 2.713 |